# Łukasz Załuska
Łukasz Załuska [ˈwukaʂ zaˈwuska] (* 16. Juni 1982 in Wysokie Mazowieckie, Polen) ist ein polnischer Fußballspieler. Der Torwart steht ab der Saison 2017/18 bei Pogoń Szczecin unter Vertrag.

## Vereinskarriere

### Polen
Załuskas erste Profistation war von 2001 bis 2002 Stomil Olsztyn. Hier debütierte er in der Ekstraklasa (1. Liga Polens). Zu dieser Zeit galt er als eines der größten Torwarttalente Polens. So wurde er nach der Saison vom polnischen Topklub Legia Warschau verpflichtet. Jedoch war er bei Legia hinter Artur Boruc und Łukasz Fabiański nur die Nummer drei. Nach zwei Lehrjahren bei Legia Warschau (wo er nur im Pokal eingesetzt wurde) wechselte Załuska 2004 in die 2. Liga zu Jagiellonia Białystok. Hier wechselte er sich mit dem älteren Stammtorhüter Andrzej Olszewski ab. 2005 wurde er von Korona Kielce verpflichtet. Hier avancierte er endgültig zum Stammtorhüter und stieg mit dem Klub in die Ekstraklasa auf. Auch in der ersten Liga war er Stammtorhüter bei Korona Kielce.

### Schottland
Aufgrund seiner guten Leistungen wurde der schottische Klub Dundee United auf ihn aufmerksam und verpflichtete ihn. Hier konnte er sich auf Anhieb den Stammplatz im Tor sichern und zählte zu den besten Torhütern der Scottish Premier League. Nachdem er im Dezember 2008 einen Vorvertrag unterschrieben hatte, wechselte er zu Beginn der Saison 2009/10 ablösefrei zu Celtic Glasgow. Bei Celtic war Załuska jedoch nur noch Ersatztorhüter, anfänglich hinter seinem Landsmann Artur Boruc folgten danach Fraser Forster und Craig Gordon. Zum Ende der Saison 2014/15 wurde der Vertrag des Ersatztorhüters nach sechs Jahren Vereinszugehörigkeit nicht weiter verlängert. Mit Celtic gewann der Pole viermal die schottische Meisterschaft zweimal den Pokal sowie einmal den Ligapokal.

### Deutschland
Nach kurzer Vereinslosigkeit unterschrieb Załuska nach einem Probetraining im August 2015 einen Vertrag als dritter Torhüter hinter Christian Mathenia und Patrick Platins beim SV Darmstadt 98. Dort debütierte er am 14. Mai 2016, dem letzten Spieltag der Saison 2015/16, bei der 0:2-Heimniederlage gegen Borussia Mönchengladbach.

### Rückkehr nach Polen
Zur Saison 2016/2017 wechselte er in seine Heimat nach Polen, wo er für Wisła Krakau 28 Ligaspiele bestritt. Zur Saison 2017/2018 wechselte Łukasz Załuska zum Ligakonkurrenten Pogoń Szczecin, wo er für 2 Jahre unterschrieb.

## Nationalmannschaft
2008 wurde er von Nationaltrainer Leo Beenhakker zum ersten Mal für die polnische Nationalmannschaft nominiert. Sein Debüt gab er beim freundschaftlichen Länderspiel gegen Südafrika am 6. Juni 2009.

## Erfolge
- Schottischer Meister: 2012, 2013, 2014, 2015
- Schottischer Pokalsieger 2011, 2013
- Schottischer Ligapokal: 2015